# Palatka
Palatka (rusky Палатка) je sídlo městského typu, správní centrum chasynského okresu v Magadanské oblasti na ruském Dálném východě. Žije zde 4 159 obyvatel (2024).

## Etymologie
Existuje rozšířená verze o původu jména osady, které má pocházet z ruského slova palatka, což znamená stan. Tato verze vyšla i v knize „Kdo, kdy, proč? Původ jmen regionu“ z roku 1965 od P. V. Babkina, kde se uvádí, že počátkem 30. let 20. století existoval na místě budoucí osady stan geodetů a osada silničářů, která na tomto místě následně vznikla, si ponechala jméno dle onoho plátěného stanu. Tato romantická verze ale není pravdivá, protože již v roce 1900 je zmíněna v písemných zdrojích řeka Palatka, která budoucí obcí protéká. Název této řeky vznikl ze spojení Palja-Atkan, což v jukagirštině znamená Skalnatá řeka.

## Geografie
Palatka se nachází na západním úpatí Kolymského pohoří, asi 60 km vzdušnou čarou severně od oblastního města Magadanu na levém břehu řeky Chasyn. Obcí protéká stejnojmenná řeka Palatka.

## Historie
Palatka byla založena v roce 1932 v souvislosti s výstavbou Kolymské silnice, silnicí do Magadanu a do středisek těžby zlata v Kolymské oblasti. V období výstavby silnic v Palatce existovaly tři vězeňské pracovní tábory, z toho jeden ženský. Během druhé světové války se Palatka stala jedním z největších dopravních center na sovětském Dálném východě, kde mimo jiné probíhaly úpravy automobilů z karburátorových motorů na generátory poháněné dřevem.
V 50. letech 20. století byla Palatka spojena úzkorozchodnou železnicí s Magadanem. Trať ale byla na konci desetiletí zrušena a rozebrána. V roce 1953 získala Palatka status sídla městského typu, v tu dobu zde žilo více než pět tisíc obyvatel. Dne 30. prosince 1966 se Palatka stala administrativním centrem nově vzniklého chasynského okresu.
Během 70. a 80. let 20. století sloužila Palatka převážně jako rezidenční oblast pro pracovníky z těžebních center v okolí Palatky. Těžil se zde zlatonosný rudný materiál.
V roce 2019 byla obec zapsána do ruské knihy rekordů jako sídlo s největším počtem fontán na obyvatele. Palatka má čtyři fontány, což odpovídá poměru 800 obyvatel na jednu fontánu.

## Hospodářství a doprava
V Palatce se nachází opravárenský závod na těžební zařízení a továrna na výrobu civilních výbušnin. Nedaleko od Palatky je umístěna rafinérie na zlato a stříbro. V okolí Palatky se pěstují brambory a zelenina, chová se zde skot a drůbež pro regionální potřeby.
Palatka leží na federální silnici R504 Kolyma, což je oficiální název pro Kolymskou silnici. V obci se od této hlavní trasy odpojuje vedlejší cesta, která vede přes 180 kilometrů vzdálený Usť-Omčug, obchází západní část Kolymské přehradní nádrže a po přibližně 500 kilometrech se znovu napojuje na silnici M56 západně od města Susuman.
Dne 1. září 1941 byl uveden do provozu první úsek úzkorozchodné železnice (s rozchodem 750 mm) z Magadanu do Palatky. Konečný bod tratě byl dosažen v roce 1950, ale trať byla již v roce 1956 zrušena. Na trati byly mimo jiné nasazeny parní lokomotivy řady ГР, které byly vyrobeny v Německé demokratické republice.
Palatka je spojena každodenní autobusovou dopravou s Magadanem a letištěm v Magadanu.

## Partnerská města
- Palatka, USA, (1991)